# Félix Barbelin
Pour les articles homonymes, voir Barbelin.
Compléments
Barbelin est considéré comme l'« apôtre de Philadelphie »
Félix Joseph Barbelin, né le 30 mars 1808 à Lunéville, en Alsace (France) et décédé le 8 juin 1869 à Philadelphie (États-Unis), était un prêtre jésuite français, missionnaire aux États-Unis. Il passa une grande partie de sa vie à Philadelphie où comme curé il fonda le collège Saint-Joseph, devenu l’Université Saint-Joseph. Il est considéré comme l'« apôtre de Philadelphie ».

## Biographie

### Jeunesse et formation
Aîné des six enfants de Dominique and Elisabeth Barbelin, Félix est né à Lunéville (Alsace) le 30 mars 1808. Son jeune frère Ignace fut également jésuite. Il reçoit son éducation scolaire auprès d’un grand-oncle, curé de paroisse et, entré au séminaire de Nancy, il s’y prépare au sacerdoce par des études de philosophie et théologie. 

### Missionnaire aux États-Unis
Cependant attiré par la vie missionnaire Félix part aux États-Unis, en 1830, et y entre au noviciat jésuite de 'White Marsh' (au Maryland) le 7 janvier 1831. Sa formation spirituelle de base terminée et après un complément de théologie à Georgetown - tout en y enseignant le français - le jeune Félix est ordonné prêtre le 22 septembre 1835, à Washington (D.C.). 

### Curé à Philadelphie
Après quelque temps passé comme vicaire à l’église de la Sainte-Trinité, à Georgetown, le père Barbelin est nommé, en 1837, à Saint-Joseph, une paroisse de Philadelphie (à ‘Willing’s Alley’), en Pennsylvanie. Il y est curé à partir de 1844 et le sera toute a vie. Grâce au père Barbelin et ses activités pastorales et apostoliques, cette paroisse devient le grand centre d’influence catholique dans la ville et du diocèse de Philadelphie.  Barbelin y introduit avec succès de nombreuses dévotions traditionnelles et organisations catholiques telles le ‘Chemin de croix’ et les processions mariales du mois de mai, la dévotion au Sacré-Cœur, les congrégations mariales. Il a le soutien de son évêque le saint Mgr John Neumann qui déclarait : « le sous-sol de Saint-Joseph, fait autant de travail que beaucoup d’églises ». 
Il fonde une école gratuite pour filles, une autre pour les adultes, une troisième pour les Noirs. Quelque 2000 enfants assistent à l’instruction catéchétique du dimanche matin. Une association antialcoolique organise des marches publiques. Barbelin organise une campagne d’aide aux victimes de la famine en Irlande. Des congrégations spéciales sont créées pour les catholiques italiens, pour les Amérindiens, les Noirs et les Français. 

### Université Saint-Joseph
Deux œuvres plus importantes sont l’hôpital Saint-Joseph et surtout le collège Saint-Joseph qui, ouvert en 1851 comme école paroissiale, est bientôt confié à la Compagnie de Jésus. Le père Barbelin en est le fondateur et premier directeur (1851-1856). Le collège deviendra l’Université Saint-Joseph de Philadelphie, dont il fut directeur (une deuxième fois) à la fin de sa vie (1860-1868).  
Le père Barbelin est avant tout pasteur et curé. Son influence provoque une résurgence de la dévotion parmi les catholiques de Philadelphie. Bien que de tempérament il ne soit pas porté vers la vie académique il dirigea avec compétence et résolution l’université Saint-Joseph, même durant les difficiles années de la guerre de sécession (1861-1865) américaine. 

### Mort et reconnaissance publique
Le père Félix Barbelin meurt à Philadelphie (Pennsylvanie) le 8 juin 1869. Il a 61 ans. Reconnaissance ecclésiale exceptionnelle : à sa mort Mgr James Wood, archevêque de Philadelphie décida de célébrer dans la cathédrale une messe pontificale solennelle de funérailles pour celui que tous, Protestants et Catholiques, considèrent comme l’apôtre de Philadelphie’. 